# Walden

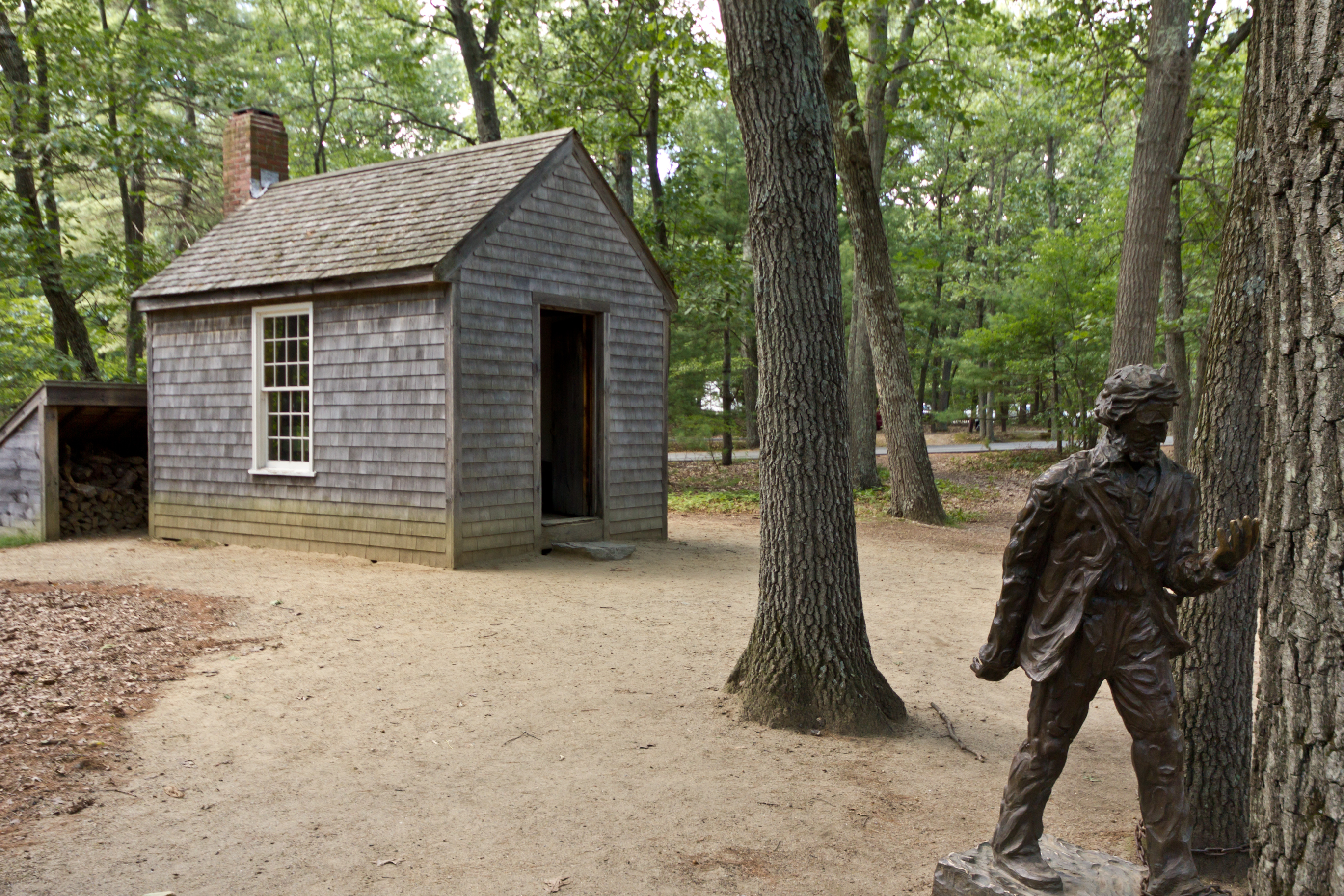
Memorial com uma réplica da cabana de Thoreau e sua estátua

Walden ou A Vida nos Bosques (título original em inglês: Walden; or, Life in the Woods) é uma autobiografia do escritor transcendentalista Henry David Thoreau. A obra é considerada, simultaneamente, como uma declaração de independência pessoal, uma experiência social, uma viagem de descoberta espiritual e um manual para a autossuficiência.
Publicado em 1854, Walden é um manifesto poético contra a civilização industrial, que então ganhava força nos Estados Unidos. Diante da crescente complexidade da vida social estadunidense, derivada do crescimento exponencial da industrialização e urbanização, Thoreau, insatisfeito com o modo de vida na sociedade e procurando eliminar o desperdício e a ilusão deste, propõe o retorno ao simples.
Assim, inspirado pela filosofia do confucionismo, retira-se em 1845 para a floresta, onde constrói com as próprias mãos, sua casa e seus móveis, passando a viver com o mínimo necessário  e em intenso contato com a natureza. Isola-se da sociedade, não por misantropia — posto que recebe visitas e também as retribui — mas com o propósito de obter uma maior compreensão da sociedade e de descobrir as verdadeiras necessidades essenciais da vida.
Através dessa experiência, que durou dois anos vivendo em pleno contato com a natureza e com os livros, Thoreau  pôde confirmar não apenas que uma vida simples e humilde é viável em termos financeiros, mas construiu uma nova visão quase mística do Homem.
Walden não somente relata a estadia do autor na floresta mas também analisa e critica a sociedade moderna do século XIX. Incita o espírito crítico do leitor, levando-o a uma reflexão profunda acerca dos modos de vida e propondo-lhe novas perspectivas sobre o conceito de liberdade e sobre a própria vida.
O livro tornou-se uma das mais célebres obras do autor e é utilizado como referência, tanto para a ecologia quanto para o movimento beat e o movimento hippie.
| “ | Fui para os bosques viver de livre vontade, Para sugar todo o tutano da vida… Para aniquilar tudo o que não era vida, E para, quando morrer, não descobrir que não vivi! | ” |